# Sagina nodosa
Sagina nodosa é uma espécie de planta com flor pertencente à família Caryophyllaceae. 
A autoridade científica da espécie é (L.) Fenzl, tendo sido publicada em Versuch einer Darstellung der Geographischen Verbreitungs- and Vertheilungs-Verhältnisse der Natürlichen Familie der Alsineen unnumbered plate after pg. 18. 1833.

## Portugal
Trata-se de uma espécie presente no território português, nomeadamente em Portugal Continental.
Em termos de naturalidade é nativa da região atrás indicada.

## Protecção
Não se encontra protegida por legislação portuguesa ou da Comunidade Europeia.